# Ikue Mori (científica)
Ikue Mori   (8 de juliol de 1957) és una neuròloga japonesa. És coneguda pel seu treball en anàlisis de circuits moleculars, cel·lulars i neuronals del comportament de la termotaxi en C. elegans. És la directora de l'Institut de Neurociència i professora de Neurobiologia Molecular de la Graduate School of Science de la Universitat de Nagoya, Japó. El 2013, es va convertir en la primera dona a rebre el premi Tokizane, el premi de neurociència més prestigiós del Japó, i el 2017 va rebre la Medalla d'Honor amb Cinta Porpra.

## Carrera
Després de rebre el seu doctorat, va ser nomenada professora ajudant a la Universitat de Kyushu, on va començar a treballar en termotaxi en C. elegans, amb l'objectiu d'aclarir els mecanismes moleculars, neuronals i de circuits subjacents a l'aprenentatge, la memòria i la presa de decisions.
El 1998 va establir el seu laboratori a la Universitat de Nagoya, on va ser nomenada per primera vegada com a professora associada i professora titular el 2004. Va establir l'Institut de Neurociència, l'Escola de Postgrau en Ciències de la Universitat de Nagoya el 2017. Està intentant entendre com es genera i executa un comportament utilitzant C. elegans com a model mitjançant l'aplicació d'enfocaments interdisciplinaris i a nivell de sistema.
Ikue Mori és la directora de la Iniciativa Interstellar, un programa de mentoria internacional per a investigadors primerencs organitzat per l'Agència japonesa d'investigació i desenvolupament mèdic (AMED).